# Cornelia Bargmann

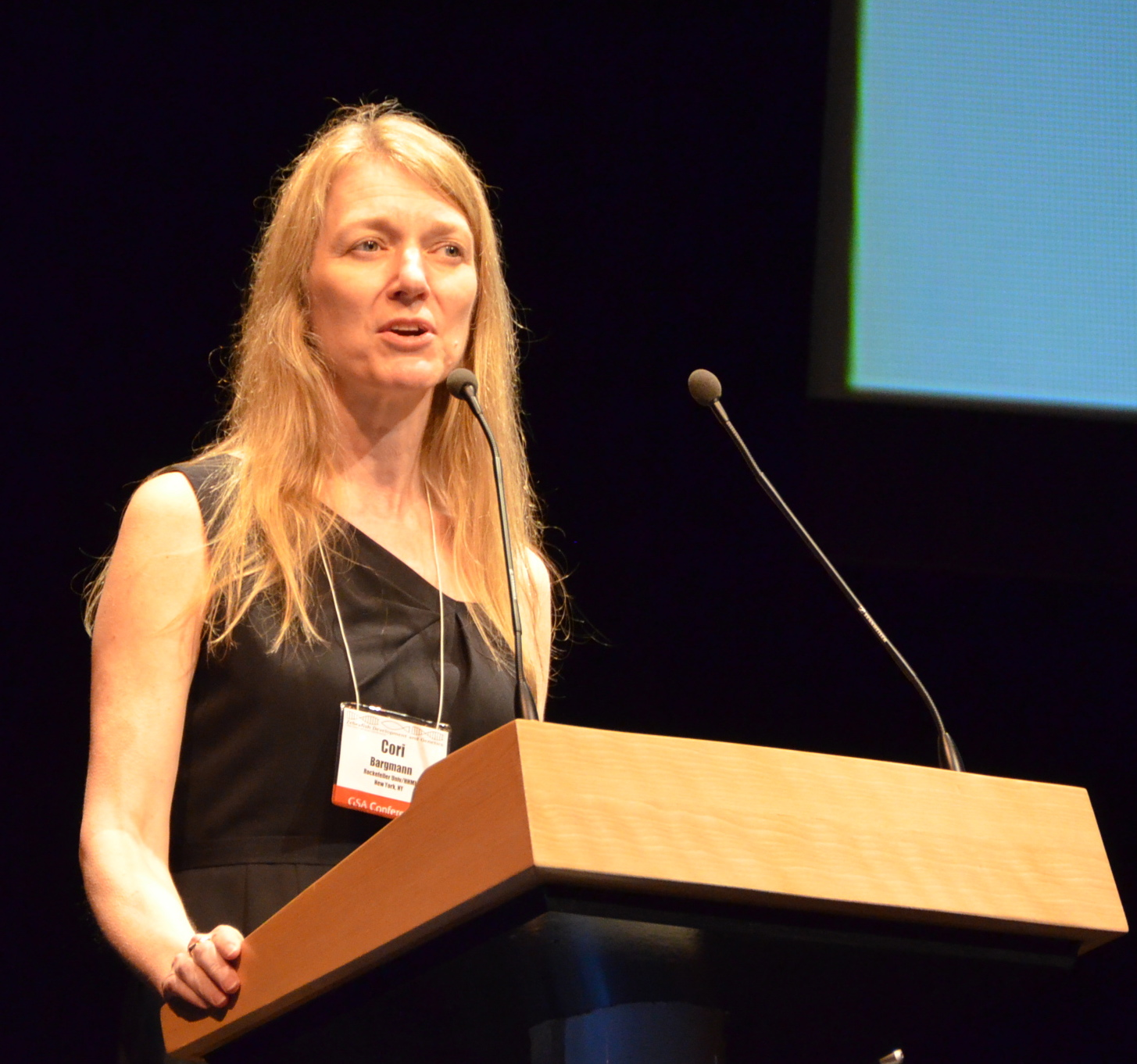
Cornelia Bargmann

Cornelia Isabella Bargmann, genannt Cori (* 1961 in Virginia), ist eine US-amerikanische Neurobiologin.

## Leben
Bargmann wuchs in Athens in Georgia als Tochter eines Informatikprofessors auf. Sie studierte Biochemie an der University of Georgia mit dem Bachelor-Abschluss 1981 und wurde 1987 am Massachusetts Institute of Technology (MIT) bei Robert Allan Weinberg promoviert. Damals befasste sie sich mit Onkogenen (unter anderem klonte sie das Her2-Gen). Als Post-Doktorandin im Labor von H. Robert Horvitz am MIT wandte sie sich der Neurobiologie zu und untersuchte das Verhalten von C. elegans, einem Fadenwurm, der ein bevorzugtes Studienobjekt in den Neurowissenschaften ist, da er genau 302 Neuronen besitzt. Sie untersuchte seine Sinneswahrnehmungen und die neuronalen und molekularen Mechanismen hinter seinem Verhalten und wies dessen Geruchssinn nach (32 Neuronen von C. elegans sind damit befasst). 1991 wurde sie Assistant Professor und 1998 Professor an der University of California, San Francisco und ab 2004 Professorin an der Rockefeller University (Howard Hughes Medical Institute, HHMI).
2003 entdeckte sie ein Molekül (SYG-1), das in der Entwicklung von C. elegans wichtig für die Herstellung der neuronalen Verbindungen ist. Weiter identifizierte sie in ihrem Labor das Gen npr-1, das steuert, ob die Fadenwürmer in Gruppen oder alleine auf Nahrungssuche gehen. Es ist eng mit einem menschlichen Gen verwandt, das bei Appetit und Angst eine Rolle spielt. Außerdem entdeckte sie mit ihrem Team ein Gen, das bei C. elegans für Unterscheidung von Gerüchen zuständig ist.
Sie ist mit dem Nobelpreisträger Richard Axel verheiratet.

## Auszeichnungen und Mitgliedschaften
- 1990 Lucille P. Markey Award[1]
- 1992 Searle Scholar Award[1]
- 1997 Taskago Prize, ein vom Unternehmen Takasago International Corporation gestifteter Preis für Geruchsforschung.[2]
- 1997 W. Alden Spencer Award für Neurowissenschaften[2]
- 2000 Charles Judson Herrick Award der American Association of Anatomists für Vergleichende Neurologie[2]
- 2002 Fellow der American Academy of Arts and Sciences[3]
- 2003 Mitglied der National Academy of Sciences
- 2004 Dargut und Milena Kemali Preis für grundlegende und klinische Neurowissenschaften[2]
- 2009 Richard Lounsbery Award
- 2010 Perl-UNC Neuroscience Prize
- 2012 Kavli-Preis für Neurowissenschaften
- 2012 Mitglied der American Philosophical Society.[4]
- 2013 Breakthrough Prize in Life Sciences für die Erforschung der Genetik neuronaler Netzwerke und Verhaltens und synaptischer Wegweisermoleküle
- 2015 Benjamin Franklin Medal des Franklin Institute.[5]
- 2016 Edward M. Scolnick Prize der Neurowissenschaften.[6]
- 2024 Gruber-Preis für Neurowissenschaften.[7]
- Mitglied der European Molecular Biology Organization (EMBO)
- Mitglied der Norwegischen Akademie der Wissenschaften